# Violeta Ayala
Violeta Michelle Ayala Grageda (Cochabamba, Bolivia; 16 de febrero de 1978) es una directora de cine, productora, tecnóloga y escritora boliviana-australiana de origen Quechua. Violeta Ayala es la primera cineasta Boliviana miembro de la Academia de Artes y Ciencias Cinematográficas.
Es conocida por ser la autora de documentales controvertidos sobre derechos humanos en países en desarrollo y experiencias de animación en realidad virtual, realidad aumentada e inteligencia artificial. 

## Biografía
Violeta Ayala nació el 16 de febrero de 1978 en la Maternidad Germán Urquidi de la ciudad de Cochabamba. Es nieta del histórico dirigente sindicalista, político y revolucionario  Vitaliano Grageda.
Estudió la primaria en el Colegio Alemán Federico Froebel y la secundaria en el Colegio Alemán Santa María, ambos de Cochabamba.[cita requerida] Es Licenciada en Periodismo de la Charles Sturt University en Australia, Ayala ha vivido también en Estados Unidos y Europa. 
En 2006, Ayala comenzó a colaborar con Dan Fallshaw en Between the Oil and the Deep Blue Sea, un documental en Mauritania sobre la corrupción en la industria petrolera, que sigue las investigaciones del renombrado matemático Yahyia Ould Hamidoune contra Woodside Petroleum. Sobre el mismo tema, Ayala coescribió Slick Operator, un artículo publicado en la primera plana de The Sydney Morning Herald.

Sobre su compromiso con la producción audiovisual Ayala afirma:
"Tengo la firme convicción de que las películas sí cambian el mundo"
Ayala es becaria del Sundance Institute, Film Independent en Los Ángeles, Berlinale Talents, HotDocs, Good Pitch, IFP New York, Tribeca,  Chicken & Egg,  MacArthur Foundation, Screen Australia, CNC, e IDFA, entre otros prestigiosos institutos de cine.
Ha impartido clases magistrales en la Escuela de Cine y Televisión Nacional de Londres y en el Instituto Escocés de Documental como parte de las clases magistrales Bridging the Gap. Desde junio del 2013 Ayala ha sido invitada a escribir un blog en el Huffington Post como parte de un grupo de 12 prominentes blogueros que escriben sobre la guerra contra las drogas, el grupo incluye a Susan Sarandon, Arianna Huffington y Russell Simmons. Ayala ha ganado el premio Periodismo de Bertha BRITDOC el 2013.
El 2015, Ayala comenzó a desarrollar proyectos en Realidad Virtual e Inteligencia Artificial. El 2017, fue invitada a un coversatorio con el director de Relaciones Exteriores en CBS News Tony Calvin en Washington D. C. El 2018, ganó la medalla de honor Jaime Escalante por su destacado talento en el cine. El mismo año dio una clase magistral sobre el impacto del periodismo y el cine en la Conferencia de Impacto del Festival Tempo en Estocolmo y fue panelista invitada en AIDC Melbourne discutiendo el papel de los cineastas en los medios de comunicación que cambian rápidamente.
En 2018 recibió la medalla Jaime Escalante de la embajada boliviana en Estados Unidos
El 2019, Ayala fue invitada al Festival de Cine de Sundance como becaria del programa New Frontier. Ayala fue una de nueve creadores de Nuevos Medios seleccionados de todo el mundo para el Laboratorio CPH en Copenhague. Ella dio el discurso de apertura en la red mundial más grande de organizaciones que defienden la libertad de expresión en IFEX 2019 en Berlín. El MIT en Boston la invitó a un taller personal para desarrollar su práctica de realidad virtual, inteligencia artificial y robótica. Ayala regresó a Sundance 2020 como una de las luminarias invitadas para el panel de la Fundación MacArthur sobre " Re-Editar la historia".
El 1 de julio de 2020, Violeta Ayala convirtió en la primera cineasta quechua invitada a ser miembro de la Academia de Artes y Ciencias Cinematográficas.
En 2021, Prison X, una experiencia animada en realidad virtual escrita y dirigida por Ayala, se estrenó en el Festival de Cine de Sundance como parte de la sección “New Frontier”. La obra combina animación 3D con mitología andina para sumergir al espectador en una cárcel boliviana mítica habitada por demonios y dioses. Además, fue seleccionada en importantes festivales internacionales como Cannes XR, SXSW y SIGGRAPH.  
En 2023, Ayala estrenó su documental La Lucha en el BlackStar Film Festival en Filadelfia  y en SXSW Sydney. La película sigue a La Caravana, una histórica protesta de personas con discapacidad que recorrió más de 380 kilómetros en silla de ruedas desde Cochabamba hasta La Paz. La lucha colectiva resultó en la implementación de una pensión mensual en Bolivia. Por esta obra, Ayala recibió el premio NYWIFT a la Excelencia en Dirección Documental.  
En abril de 2024, La Lucha se estrenó oficialmente en Bolivia con una proyección pública en la ciudad de Cochabamba, seguida por funciones en La Paz y Potosí. Miles de personas, incluidos protagonistas del documental, activistas y comunidades locales, participaron en los eventos.   
Ese mismo año, Ayala fue una de las voces destacadas en el programa Creating Futures: Art and AI for Tomorrow’s Narratives en el Salzburg Global Seminar, donde presentó su trabajo sobre narrativas indígenas y sistemas de inteligencia artificial con perspectiva feminista y descolonial.
En 2024, su instalación XR Las Awichas fue exhibida en The Strand en Londres como parte de GLoW: Illuminating Innovation, un evento de arte y tecnología curado por King’s College London que reunió exclusivamente a creadoras mujeres. La obra combinó retratos de “awichas” generadas por IA con esculturas robóticas inspiradas en la iconografía andina y realidad aumentada.
En septiembre de  2024 Ayala fue seleccionada para la primera Residencia de Arte con IA del Mila Quebec, donde desarrolló Huk, The Jaguaress, una instalación interactiva que fusiona visión robótica, vídeo generativo en tiempo real y una voz sintética multilingüe para personificar a una deidad jaguar amazónica. La obra se estrenó el 5 de marzo de 2025 en CPH:DOX, en el Kunsthal Charlottenborg de Copenhague, y fue exhibida en la octava edición del NewImages Festival en el Forum des Images de París. En el marco de este festival, Ayala también fue jurado de la competencia XR. Asimismo, ese mismo año, formó parte del jurado del segundo premio Eurimages New Lab Award for Innovation.
En 2025, Ayala fue invitada a participar en SURREALITY, la primera exposición internacional a gran escala que combina XR e inteligencia artificial, organizada por el Center for Metaverse and Computational Creativity de HKUST en su campus de Guangzhou. La muestra se inauguró el 26 de junio e incluyó una versión expandida de Las Awichas, junto a otras obras que exploran la creatividad computacional y la resistencia cultural desde el sur global.

## Obra

### Cortometrajes

#### Proyecto Vila Vila (2006)
Documental de 18 minutos que relata la historia de la doctora Ruth Grageda en la desolada población de Vila Vila en Cochabamba, quien trabaja ahí desde el 2000

#### Between the oil and the deep blue see (2006)
Con 25 minutos de duración este documental hace foco en una pequeña nación africana que enfrenta a la corrupción de una industria petrolera, para poder sacar a su país de la pobreza.

#### The Fight (2017)
Documental de 28 minutos publicado por el The Guardian, sobre una protesta de las personas con discapacidad que fueron reprimidas violentamente por las fuerzas policiales del gobierno de Evo Morales.
El documental ganó el premio Walkley a la mejor cinematografía, fue elegida finalista por los premios  Rory Peck Awards en Londres y nominada al mejor corto por la International Documentary Association en Los Ángeles.

### Largometrajes

#### Stolen (2009)
La ópera prima de Ayala, fue estrenada en el Festival Internacional de Cine de Toronto. En 78 minutos cuenta como descubrió la esclavitud en los Campos de refugiados de la provincia de Tinduf al suroeste de Argelia y el Sáhara Occidental llamando la atención sobre los campos de refugiados saharauis. Inicialmente trataba de ser un filme sobre la reunión de una familia, pero entre medio descubre la trama detrás de eso. El filme se pudo ver en más de 80 festivales alrededor del mundo.

#### The Bolivian Case / El caso boliviano (2011)
El 2015 estrena su película El Caso Boliviano, acerca de tres adolescentes noruegas atrapadas con 22 kg de cocaína en Bolivia, en una presentación especial en HotDocs, uno de los festivales de documentales más prestigiosos del mundo y ha ganado un premio del público en el Festival de Cine de Sídney. La película fue preseleccionada para los Premios Platino, así como también para los Premios Fénix, los dos premios más importantes del cine iberoamericano. Fue seleccionada para ser transmitida en los canales públicos adscritos al programa de Ibermedia TV. En Bolivia se estrenó en el festival Alucine.

#### Cocaine Prison / Los Burritos (2017)
Largometraje filmado en la cárcel de San Sebastián varones de Cochabamba por los mismos presos, la obra fue estrenada en el Festival Internacional de Cine de Toronto y nombrada por El País como una de las mejores películas latinoamericanas de 2017. La historia cuenta sobre las vidas de Hernán, su hermana Daisy, y su amigo Mario, cada uno que persigue un objetivo a lo largo del filme.

#### La Lucha (2023)
El 2023 estrena el largometraje que cuenta la historia de la caravana de personas con discapacidad, la obra fue estrenada en el Black Star Film Festival y en el SXSW de Sydney.

### Realidad Virtual

#### Prison X (2021)
Experiencia animada de Realidad Virtual de 40 minutos Fue estrenada en el Festival de Cine de Sundance (Estados Unidos), en la sección “New Frontier” (Nuevas Fronteras) 2021 , en el Festival de Cannes XR y Games For Change. Prison X fue nombrada como una de las mejores experiencias interactivas y de inmersión del 2021 por la prensa especializada

### Realidad Aumentada

#### Las Awichas AR (2024)
En julio de 2023 se anunció que Las Awichas AR había sido seleccionada para la nueva exposición GLOW en Londres. El proyecto se presentó, entre marzo y abril de 2024, como una comisión en el Strand y dentro del Bush House Arcade de King’s College London; la instalación combinaba retratos digitales, experiencias de realidad aumentada, animales amazónicos impresos en 3D y textiles tejidos a mano. Las Awichas ganó el premio a la Mejor Experiencia Interactiva en AIDC 2025.

### Inteligencia Artificial

#### Huk, The Jaguaress (2025)
En 2024 Ayala fue seleccionada para la primera Residencia de Arte con IA del Mila Quebec, donde desarrolló Huk, The Jaguaress, una instalación interactiva que fusiona visión robótica, vídeo generativo en tiempo real y una voz sintética multilingüe para personificar a una deidad jaguar amazónica, que renace mediante inteligencia artificial. La obra se estrenó el 5 de marzo de 2025 en el programa INTER:ACTIVE de CPH:DOX, en el Kunsthal Charlottenborg de Copenhague, y se exhibió fuera de competición del 9 al 13 de abril de 2025 en la 8.ª edición del NewImages Festival en el Forum des Images de París.

### Obras artísticas

#### Las Awichas (2022)
Las Awichas (abuelas en aimara), son una serie de gigantes retratos digitales creadas con IA en honor a sus ancestras femeninas. La exposición se inauguró el 21 de septiembre de 2022 en el Martadero, una galería de arte en Bolivia.

## Premios
| Año  | Premio                                                                                               | Categoría                                   | Película          | Resultado            |
| ---- | --- | ------------------------------------------- | ----------------- | -------------------- |
| 2019 | Screen Australia                                                                                     | Grantee                                     | Prison X          | Winner               |
| 2019 | New Frontier \| Indigenous Program \| John D. and Catherine T. MacArthur Foundation                  | Grantee                                     | Prison X          | Winner               |
| 2019 | ITVS Open Call Production                                                                            | Fund                                        | The Fight         | Winner               |
| 2018 | Toulouse Latin America Film Festival (Francia)                                                       | Best Documentary                            | Cocaine Prison    | Winner               |
| 2018 | Artículo 31 Film Festival (España)                                                                   | Desalambre Award                            | The Fight         | Winner               |
| 2018 | Tempo Documentary Festival (Suecia)                                                                  | Stefan Jarl International Documentary Award | Cocaine Prison    | Nominated            |
| 2017 | Ida Awards (Estados Unidos)                                                                          | Best Short                                  | The Fight         | Nominated            |
| 2017 | Walkley Award (Australia)                                                                            | Best Cinematography                         | The Fight         | Winner               |
| 2017 | Rory Peck Awards (Reino Unido)                                                                       | Sony Impact Award                           | The Fight         | Finalist             |
| 2017 | Camden International Film Festival (Estados Unidos)                                                  | Best Documentary Feature                    | Cocaine Prison    | Nominated            |
| 2017 | Festival Internacional De Cine De Oruro Diablo De Oro                                                | Best Documentary                            | The Fight         | Winner               |
| 2017 | Festival Internacional De Cine De Oruro Diablo De Oro (Bolivia)                                      | Best Documentary                            | The Bolivian Case | Nominated            |
| 2017 | Sheffield Doc/Fest (Reino Unido)                                                                     | Doc Dispatch Award                          | The Fight         | Winner               |
| 2017 | Festival Internacional De Cine De Los Derechos Humanos De Bolivia - El Séptimo Ojo Es Tuyo (Bolivia) | Best Documentary                            | The Fight         | Winner               |
| 2016 | Ibermedia (España)                                                                                   | Distribution Award                          | The Bolivian Case | Winner               |
| 2016 | Premios Platino (Uruguay)                                                                            | Best Documentary                            | The Bolivian Case | Shortlisted          |
| 2016 | Premios Fénix (México)                                                                               | Best Documentary                            | The Bolivian Case | Shortlisted          |
| 2015 | Sydney Film Festival (Australia)                                                                     | Audience Award                              | The Bolivian Case | 3rd Runner-Up        |
| 2010 | Pan African Film Festival In Los Angeles (Estados Unidos)                                            | Best Documentary                            | Stolen            | Winner               |
| 2010 | Art Of The Document Film Festival In Warsaw (Polonia)                                                | Best Documentary                            | Stolen            | Winner               |
| 2010 | Anchorage International Film Festival (Estados Unidos)                                               | Golden Oosikar Best Documentary             | Stolen            | Winner               |
| 2010 | African Film Festival (Nigeria)                                                                      | Best Documentary                            | Stolen            | Winner               |
| 2010 | Amnesty International Film Festival (Canadá)                                                         | Audience Award                              | Stolen            | Winner               |
| 2010 | Festival Internacional De Cine De Cuenca (Ecuador)                                                   | Best Film                                   | Stolen            | Winner               |
| 2010 | Rincon International Film Festival (Puerto Rico)                                                     | Best International Feature                  | Stolen            | Winner               |
| 2010 | Rivers Edge International Film Festival (Estados Unidos)                                             | Best Film                                   | Stolen            | Winner               |
| 2010 | Documentary Edge Film Festival (Nueva Zelanda)                                                       | Best Documentary                            | Stolen            | Special Jury Mention |
| 2010 | Documentary Edge Film Festival (Nueva Zelanda)                                                       | Best Editing                                | Stolen            | Winner               |
| 2010 | XV International TV Festival Bar (Montenegro)                                                        | Silver Olive                                | Stolen            | Winner               |
| 2010 | Ojai Film Festival (Estados Unidos)                                                                  | Best Documentary                            | Stolen            | Special Jury Mention |
| 2010 | One World Human Rights Film Festival (Bratislavia)                                                   | Audience Award                              | Stolen            | Winner               |
| 2010 | It’s All True Film Festival (Brasil)                                                                 | Best International Documentary              | Stolen            | Nominated            |
| 2009 | Sydney Film Festival (Australia)                                                                     | Best Documentary                            | Stolen            | Nominated            |

## Postura Política
La directora constantemente habla sobre la discriminación hacia los sujetos más vulnerables de las sociedades y como el cine documental tiene el poder artístico de cambiar las cosas. Ha hecho declaraciones abiertas sobre la legalización de las drogas para terminar con la criminalización de los más pobres. También se manifestó sobre la apropiación cultural de las sociedades occidentales sobre otros países.
Nosotros somos contadores de historias; de todas maneras creo que todo mi trabajo siempre ha sido político, no porque apoyo a un partido, pero al contar historias que los gobiernos quieren ocultar pues mi trabajo se hace político.
La producción del cortometraje The Fight, sobre las personas con discapacidad en Bolivia, le significó fuertes fricciones con el gobierno de Evo Morales
En agosto de 2019, Ayala se unió a las protestas en su natal Cochabamba, que reclamaban al gobierno de Evo Morales por sus políticas medioambientales como el Decreto Supremo 3973 y la Ley 741 por el Incendio forestal en Bolivia.
En noviembre de 2019, Ayala cuestionó al gobierno de transición de Jeanine Añez por la detención de periodistas y le pidió respetar la separación de poderes en el Estado Plurinacional de Bolivia.